# Тасаншеген
Тасаншеген (каз. Тасаншеген) — упразднённое село в Теректинском районе Западно-Казахстанской области Казахстана. Упразднено в 2020 г. Входило в состав Анкатинского сельского округа. Код КАТО — 276239700.

## Население
В 1999 году население села составляло 155 человек (78 мужчин и 77 женщин). По данным переписи 2009 года, в селе проживало 55 человек (31 мужчина и 24 женщины).